# Nycterosea
Nycterosea is een geslacht van vlinders van de familie spanners (Geometridae), uit de onderfamilie Larentiinae.

## Soorten
- N. evansi McDunnough, 1920
- N. obstipata

Zuidelijke bandspanner (Fabricius, 1794)
- N. quadrisecta Herbulot, 1954